# Cancer Science
Cancer Science  is een Japans, aan collegiale toetsing onderworpen wetenschappelijk tijdschrift op het gebied van de oncologie. De naam wordt in literatuurverwijzingen meestal afgekort tot Canc. Sci. Het wordt uitgegeven door Wiley-Blackwell.
Tot 2003 verscheen het onder de naam Japanese Journal of Cancer Research.